# جيمي غرانت
جيمي غرانت (بالإنجليزية: Jimmy Grant) هو لاعب كرة قاعدة أمريكي، ولد في 6 أكتوبر 1918 في راسين في الولايات المتحدة، وتوفي في 8 يوليو 1970 في روشستر في الولايات المتحدة.

## وصلات خارجية
- جيمي غرانت على موقعبيزبول رفرنس.كوم (الدوري الرئيسي) (الإنجليزية)